# Всеобщие выборы в Гондурасе (1989)
Всеобщие выборы в Гондурасе прошли 26 ноября 1989 года. На них избирались президент и депутаты Национального конгресса Гондураса. 
В процессе голосования были избраны:
- Президент Гондураса.
- 128 депутатов Национального конгресса Гондураса.
- 20 представителей Гондураса в Центральноамериканский парламент.
- 298 мэров и столько же вице-мэров.
- 2092 члена муниципальных советов.

Кандидат оппозиционной Национальной партии Рафаэль Леонардо Кальехас Ромеро получил 52% голосов и был избран президентом Гондураса. Явка составила 76%. Впервые с 1932 года осуществилась мирная передача власти от одной партии к другой.

## Президентские выборы
Всего было зарегистрировано 4 кандидата в президенты.
| Кандидат                                              | Партия                              | Голоса    | %     |
| ----------------------------------------------------- | ----------------------------------- | --------- | ----- |
| Рафаэль Леонардо Кальехас Ромеро                      | Национальная партия                 | 916 131   | 52,29 |
| Карлос Роберто Флорес Факуссе                         | Либеральная партия                  | 776 698   | 44,33 |
| Энрике Агилар Серрато                                 | Партия обновления и единства        | 33 902    | 1,93  |
| Эфраин Диез Арривиллаго                               | Христианско-демократическая партия  | 25 453    | 1,45  |
| Недействительные/пустые бюллетени                     | Недействительные/пустые бюллетени   | 45 628    | 2,54  |
| Всего                                                 | Всего                               | 1 797 812 | 100   |
| Зарегистрированных избирателей/Явка                   | Зарегистрированных избирателей/Явка | 2,363,448 | 76,07 |
| Источник: Elections in the Americas : a data handbook |                                     |           |       |

## Парламентские выборы
| Партия                                                | Голоса    | %     | Места |
| ----------------------------------------------------- | --------- | ----- | ----- |
| Национальная партия                                   | 916 131   | 52,29 | 76    |
| Либеральная партия                                    | 776 698   | 44,33 | 51    |
| Партия обновления и единства                          | 33 902    | 1,93  | 1     |
| Христианско-демократическая партия                    | 25 453    | 1,45  | —     |
| Недействительные/пустые бюллетени                     | 45 628    | 2,54  |       |
| Всего                                                 | 1 797 812 | 100   | 128   |
| Зарегистрированных избирателей/Явка                   | 2,363,448 | 76,07 |       |
| Источник: Elections in the Americas : a data handbook |           |       |       |